# Benirredrà (kommunhuvudort)
Benirredrà är en kommunhuvudort i Spanien. Den ligger i provinsen Província de València och regionen Valencia, i den östra delen av landet, 300 km sydost om huvudstaden Madrid. Benirredrà ligger 34 meter över havet och antalet invånare är 1 460.
Terrängen runt Benirredrà är platt åt nordost, men åt sydväst är den kuperad. Havet är nära Benirredrà åt nordost.Runt Benirredrà är det tätbefolkat, med 570 invånare per kvadratkilometer. Närmaste större samhälle är Oliva, 7,6 km sydost om Benirredrà. Runt Benirredrà är det i huvudsak tätbebyggt.